# La Bamba (píseň)
La Bamba ([[la ˈβamba]]IPA), známá také jako La Bomba, je původně mexická lidová píseň, ze státu Veracruz. Nejznámější je ve verzi Ritchieho Valense z roku 1958, kdy se dostala na prvních 40 míst amerických žebříčků. Valensova verze byla časopisem Rolling Stone zařazena na 345. místo mezi 500 nejlepšími písněmi všech dob.
Píseň byla nazpívána řadou umělců, kromě Ritchieho Valense jde například o skupinu Los Lobos, jejichž verze byla v roce 1987 použita ve stejnojmenném filmu, zobrazujícím Valensův život, přičemž se v hitparádách řady zemí dostala na 1. místo.

## Tradiční verze
La Bamba patří do žánru son jarocho, vzniklém v mexickém státě Veracruz, a spojujícím prvky španělské, indiánské, a africké hudby. Obvykle se hraje na jednu nebo dvě harfy arpa jarocha a kytarové obdoby jarana jarocha a requinto jarocho. Slova bývají výrazně odlišná, protože se při jejím hraní často improvizuje; díky oblibě skupin jako jsou Mariachi Vargas de Tecalitlan a Los Pregoneros del Puerto se však několik verzí zachovalo. Hudba písně „La Bamba“ je ale ve většině verzí téměř stejná. Název tance zmiňovaného v písni pravděpodobně souvisí se španělským „bambolear“ („houpat se“, „třást se“, „kymácet se“).

## První nahrávky
„La Bamba“ pochází z mexického státu Veracruz. Nejstarší známou nahrávku pořídil Alvaro Hernández Ortiz, pod názvem „El Jarocho“. Jeho nahrávku vydalo vydavatelství Victor Records v Mexiku roku 1938 nebo 1939, znovu vydaná byla v roce 1997 na kompilačním albu v roce 1997 společností Yazoo Records.
Podle článku zveřejněného v roce 1945 v časopise Life, rozšířil píseň a tanec mimo Veracruz americký kapelník Everett Hoagland, který ji zahrál v nočním klubu v Ciudad de México. Získala si oblíbenost a kandidát na mexického prezidenta Miguel Alemán Valdés ji použil během své kampaně. Později během roku 1945 se dostala do klubu Stork Club v New Yorku, o což se zasloužil Arthur Murray. Posléze se objevila verze Andrése Huescy (1917–1957) a jeho bratra Victora, kteří vystupovali jako Hermanos Huesca, vydaná Peerless Records mezi roky 1945 a 1946; v roce 1947 byla opětovně nahrána RCA Victor, a ve stejném roce se objevila ve filmu Fiesta, kde ji hrála skupina Los Bocheros.
Švédsko-americký zpěvák William Clauson nahrál v první polovině 50. let tuto skladbu v několika jazycích. Uváděl, že ji slyšel ve Veracruzu. Zpomalil tempo, aby umožnil spolupráci publika. Další verzi nazpávala Cynthia Gooding na album Mexican Folk Songs z roku 1953.

## Verze Ritchieho Valense
Ritchie Valens se tuto píseň naučil od svého bratrance Dickieho Coty. V roce 1958 nahrál její rock and rollovou verzi, na které s ním spolupracovali Buddy Clark (kontrabas); Ernie Freeman (klavír); Carol Kaye (doprovodná kytara); René Hall (barytonová kytara); a Earl Palmer (bubny a claves). Původně byla La Bamba B-stranou singlu Donna, vydaného vydavatelstvím Del-Fi.
Časopis Rolling Stone tuto skladbu zařadil na 354. místo žebříčku 500 nejlepších písní všech dob, přičemž se stala jedinou neanglickou písní na seznamu. Robert Christgau ji zařadil do „Přehledu hlavních písní“ 150. a 60. let, vydaného roku 1981 v Christgau's Record Guide: Rock Albums of the Seventies. Valens byl v roce 2001 posmrtně uveden do Rokenrolové síně slávy. V roce 2018 byla Valensova verze vybrána Knihovnou Kongresu k uchování v Národním registru nahrávek jako „kulturně, historicky, či esteticky významná“. Rokenrolovou síní slávy je začleněna mezi 500 písní, které měly vliv na utváření rock and rollu.

### Umístění v žebříčcích
| Žebříček (1959–1987)                       | Nejvyšší umístění |
| ------------------------------------------ | ----------------- |
| Austrálie (Kent Music Report)              | 87                |
| Francie                                    | 32                |
| Kanada (CHUM Chart)                        | 1                 |
| Spojené království (UK Singles Chart)      | 49                |
| Spojené státy americké (Billboard Hot 100) | 22                |

## Verze Los Lobos
Režisér videoklipu Sherman Halsey získal v roce 1988 cenu MTV za nejlepší video z filmu; v něm se objevil Lou Diamond Phillips, herec, který hrál Valense ve stehnohzmenném filmu z roku 1987. Tato verze se stala čtvrtou plně neanglickojazyčnou skladbou na prvním místě Billboard Hot 100.

### Umístění v žebříčcích

#### Týdenní žebříčky
| Žebříček (1987)                           | Nejvyšší umístění |
| ----------------------------------------- | ----------------- |
| Austrálie (Australian Music Report)       | 1                 |
| Canada Top Singles (RPM)                  | 1                 |
| Finsko (Suomen virallinen singlelista)    | 1                 |
| Francie                                   | 1                 |
| Irsko                                     | 1                 |
| Itálie (Musica e dischi)                  | 1                 |
| Norsko                                    | 4                 |
| Nový Zéland (RIANZ)                       | 1                 |
| Rakousko                                  | 3                 |
| Řecko (IFPI)                              | 1                 |
| Portugalsko (IFPI)                        | 1                 |
| Španělsko (AFYVE)                         | 1                 |
| Švédsko                                   | 3                 |
| Švýcarsko                                 | 1                 |
| UK Singles (OCC)                          | 1                 |
| US Billboard Hot 100                      | 1                 |
| US Country Songs (Billboard)              | 57                |
| US Adult Contemporary (Billboard)         | 4                 |
| US Latin Songs (Billboard)                | 1                 |
| US Hot Mainstream Rock Tracks (Billboard) | 11                |
| Zimbabwe (ZIMA)                           | 1                 |
| Západní Německo                           | 7                 |

#### Výroční žebříčky
| Umístění verze od Los Lobos ve výročních žebříčcích | Žebříček (1987) | Umístění |
| Australia Australian Music Report)                  | 2               |          |
| Belgie (Ultratop 50 Flanders)                       | 21              |          |
| Canada Top Singles (RPM)                            | 1               |          |
| European Top 100 Singles (Music & Media)            | 12              |          |
| Francie (SNEP)                                      | 3               |          |
| Nizozemsko (Dutch Top 40)                           | 16              |          |
| Nizozemsko (Single Top 100)                         | 26              |          |
| Nový Zéland (Recorded Music NZ)                     | 2               |          |
| Rakousko (Ö3 Austria Top 40)                        | 20              |          |
| Švýcarsko (Schweizer Hitparade)                     | 4               |          |
| UK Singles (OCC)                                    | 18              |          |
| US Top Pop Singles (Billboard)                      | 11              |          |
| US Crossover Singles (Billboard)                    | 18              |          |
| US Latin Singles (Billboard)                        | 15              |          |
| US Cash Box Top 100 Singles                         | 11              |          |
| Zápoadní Německo                                    | 49              |          |

#### Časově neomezené žebříčky
| Žebříček (1958–2018) | Umístění |
| -------------------- | -------- |
| US Billboard Hot 100 | 373      |

## Další významné verze
- V roce 1960 nahrál Harry Belafonte živou verzi této písně na své album Belafonte Returns to Carnegie Hall. Jeho dříve nahraná, ale nevydaná podoba z roku 1958 byla zahrnuta do kompilačního alba Very Best of Harry Belafonte, vydaného roku 2001, pod názvem „Bam Bam Bamba“.[57]
- V roce 1965 ji nahrála Dusty Springfield na své druhé album, Ev'rything's Coming Up Dusty; píseň se také roku 1966 objevila na albu You Don't Have To Say You Love Me, které bylo z velké části jeho opětovným vydáním ve Spojených státech.[58]
- V roce 1985 zařadila kanadská dětská zpěvačka Charlotte Diamond píseň La Bamba na album10 Carrot Diamond, které získalo Juno Award.[59]
- Weird Al Yankovic v roce 1988 vytvořil v roce 1988 parodii bazvanou „Lasagna“, jež se stala součástí alba Even Worse.
- Píseň „Sviđa mi se ova stvar“ bosenské skupiny Crvena jabuka vydaná v roce 1988 je touto skladbou výrazně ovlivněna.
- Živá nahrávka od Roryho Gallaghera se objevila na albu Meeting with the G-Man, posmrtně vydaném v roce 2003.

### České verze
Českou verzi s původním názvem otextoval i nazpíval v roce 1988 Josef Laufer a v roce 2000 verzi nazvanou „Kampa“, s textem od Lou Fanánka Hagena, nahrála skupina Těžkej Pokondr. V roce 2023 nahrál český písničkář Vráťa Hošek verzi s názvem „Flákni abstinenta“.